# Olena Sadovnîcea
Olena Sadovnîcea (în ucraineană Олена Садовнича; n. 4 noiembrie 1967, Kiev, RSS Ucraineană, URSS) este o arcașă ce a reprezentat Ucraina, medaliată olimpică. A participat la 2 ediții ale Jocurilor Olimpice (1996, 2000) în care a câștigat o medalie de argint și o medalie de bronz.